# Bonne Année 49
Cet article possède un paronyme, voir Bonne année.
Pour plus de détails, voir Fiche technique et Distribution.
Bonne Année 49 (en macédonien : Среќна Нова ’49) est un film yougoslave réalisé par Stole Popov, sorti en 1986. Le film a eu un impact certain en Yougoslavie lors de sa sortie, car il parle des hostilités entre Tito et le Kominform et de leurs répercussions sur la vie quotidienne.

## Synopsis
Le film raconte l'histoire de deux frères, Dragoslav et Kosta Kovacevski. Dragoslav revient d'URSS et, accusé à tort, il est emprisonné. Kosta, qui n'est intéressé que par l'argent, tente de quitter la Macédoine pour l'Occident. Dragoslav a une petite amie, Vera, mais lorsque celui-ci apprend qu'elle est une espionne soviétique, elle se suicide.

## Fiche technique
- Titre : Bonne Année 49
- Réalisation : Stole Popov
- Scénario : Gordan Mihikj
- Distribution : Vardar Film
- Musique : Ljubco Konstantinov
- Montage : Vangel Cemcev
- Pays d'origine : République socialiste de Macédoine
- Format : Couleurs
- Genre : Espionnage et comédie dramatique
- Durée : 125 minutes
- Date de sortie : 1986

## Distribution
- Svetozar Cvetkovic : Kosta Kovacevski
- Meto Jovanovski : Dragoslav Kovacevski
- Vladislava Milosavljevic : Vera Djordjeska
- Aco Djorcev : Stojan
- Petre Arsovski : Burger
- Dusan Kostovski : Dile Jorgacev
- Mite Grozdanov : Islednikot
- Sinolicka Trpkova : Nale
- Kire Simonovski : Kole
- Ljupco Hadzistojanov
- Ivan Bekjarev : l'inspecteur de Subotica
- Mladen Krstevski : Gradimir
- Goce Todorovski : Todor
- Milica Stojanova : la mère
- Ratko Tankosic

## Récompenses
- Grande Arène d'or, Pula, 1986.
- Prix du public, São Paulo, 1991.